# 塩野潤二
塩野 潤二（しおの じゅんじ、6月2日 - ）は、日本の男性ナレーター、ラジオパーソナリティ、司会者、キャスター、リポーター、声優。

## 人物
埼玉県朝霞市出身。浦和学院高等学校卒業、大正大学人間学部社会学科卒業。2007年4月にシグマ・セブンに所属。愛称は、しおっち。
ナレーターとしてはテレビ番組を、スタジアムDJとしてはワールドカップバレーボール（フジテレビ）、東京ヴェルディ1969、プロレスリングアナウンサーとしてはユニバーサル・プロレスリングを、ラジオパーソナリティ、INOKI BOM-BA-YE 2012、お台場冒険王 女子フットサルリーグ（BSフジ）、新日本プロレス、プロレスリング・ノア、ZERO1-MAX、全日本プロレス、無我ワールド・プロレスリング、IWAジャパンプロレス、大阪プロレス、全日本女子プロレス、NWA-TNA、ROH、Jd'、JWP、LLPW（FIGHTING TV サムライ）の実況、リポーター、司会も手掛ける。

## 出演

### ナレーション

#### バラエティ
- 大!天才てれびくん
  - 「フダケリ〜ワルズの逆襲〜」（2012年 - 2013年、NHK Eテレ）
  - 「フダケリ〜ワルズの野望〜」（2013年 - 2014年、NHK Eテレ）

#### テレビドラマ
- 仮面ライダーギーツ（2022年 - 2023年、テレビ朝日） - ナレーション、運営ナレーション
- ナンバーワン戦隊ゴジュウジャー（2025年、テレビ朝日） - マイク・ゴセイックの声[6]

#### ウェブドラマ
- 仮面ライダーシリーズ（東映特撮ファンクラブ）  - 運営ナレーション
  - ギーツエクストラ 仮面ライダーパンクジャック（2023年5月21日）
  - ギーツエクストラ 緊急特番 蔵出し!デザグラスペシャル（2024年10月8日）
  - ギーツエクストラ 仮面ライダーゲイザー（2024年4月7日）

#### 映画
- 映画 仮面ライダーギーツ 4人のエースと黒狐（2023年） - 運営ナレーション

#### その他のテレビ番組
- neo sports（テレビ東京）
- 女神サーチ（TBSテレビ）
- 月曜ゴールデン（TBSテレビ）番宣
- かわさきビジュアル事典（テレビ神奈川）
- にっぽん駅弁列島（BSジャパン）
- Cafe de LaLa（LaLaTV）
- クローズライン（FIGHTING TV サムライ）
- ドキュメント にっぽんの時間（NHK総合）
- 未来潮流（NHK）
- 映画予告（WOWOW）
- PRIDE（SKY Perfec TV）

#### CM
- ほっかほっか亭
- カネボウ葛根湯
- 東日本ハウス
- 日新火災
- 日東紅茶
- ダラケ(スカパー)
- アニマックスGW一挙にイッキ見1週間（2017年）

### ラジオ
- IMC MUSIC JUNCTION（ラジオ日本）
- 塩野潤二の爆音最前線（ラジオ日本）
- STAR TRECK RADIO SEASON（JFN）
- THE LEGEND OF STAR WARS（JFN）
- BAY RHYTTTHMIX（bayfm）
- 夏の甲子園神奈川大会試合速報（ラジオ日本）リポーター

### 司会
- かわさきほっとナビ（テレビ神奈川）

### テレビドラマ
- ハードナッツ! 〜数学girlの恋する事件簿〜（2013年、NHKBSプレミアム）第4話

### テレビアニメ
- 遊☆戯☆王ZEXAL スペシャル（2012年、テレビ東京）実 役

### ネット配信
- 池袋ウエストゲートパーク（2011年 - 、BeeTV）

### 舞台
- 語り 言の葉 第4章「グッピーの惨劇」（2013年）